# イリアン・パイプス

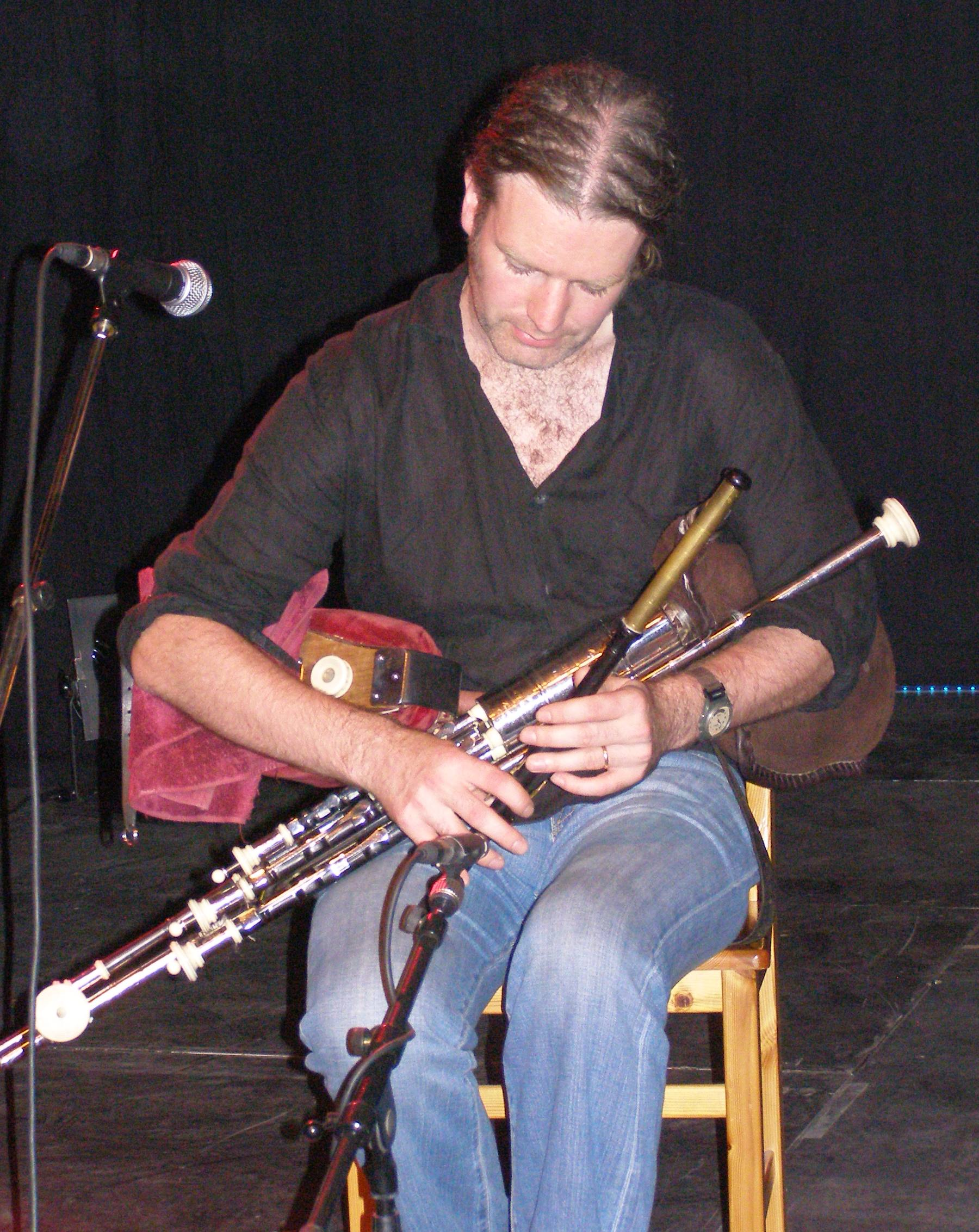
イリアン・パイプスの演奏

イリアン・パイプス または イーリアン・パイプス（英: Uilleann Pipes、愛: Píb Uilleann）は、バグパイプ(Bagpipe)の一種で、アイルランドの民俗音楽やポピュラー音楽に用いられる楽器である。
アイルランド語(ゲール語)で「肘(ひじ)のパイプ」という意味。"Uilleann"はアイルランド語ではイーラン、イルンなどと発音する。(Píb Uilleann…ピーブ・イーラン)
他の多くのバグパイプと異なり、皮袋に空気を送り込むために、演奏者の呼気ではなく、肘に取り付けられた鞴（ふいご）が用いられる。旋律を演奏するための「チャンター」(chanter)と、通奏音のための最大で3本の「ドローン」(drone)の他に、数個の鍵（キー）の付いた伴奏用の「レギュレータ」(regulator)と呼ばれる管を最大で3本備えている。このレギュレータの操作は利き腕の手の甲で行われる。
チャンターがオーバートーンを使用するため、リード作成に高度な技術を要する。
革袋に送り込む空気の湿度が呼気を用いることによって一定に保たれる、ということがないため湿度変化でリードの状態が変わりやすい楽器である。
演奏の過程でチャンターを太ももに押し付ける必要があるため立奏はできない。
スコットランドのグレート・ハイランド・バグパイプ（Great Highland Pipes）に比べて音量が小さく、音を止めることが可能なため、室内で他の楽器と合奏しやすい。また、音楽表現の幅が広いという利点がある。
アイルランド音楽においてハープと並んでもっとも古くから用いられてきた楽器であり、他の多くの楽器によるアイルランド伝統音楽の奏法はイリアン・パイプスの奏法を参考にしている。